# Yad ha-Rav Nissim
El Yad ha-Rav Nissim hebreu: יד הרב נסים‎) és un institut de recerca de la Torà i editorial anomenat en honor del rabí Yitshaq Nissim, rabí en cap sefardita de la Terra d'Israel. Fou fundat el 1982 per Meïr Venayahu, fill de Nissim. La seu, situada al barri jerosolimità de Qomemiyut, disposa d'un seminari, una sinagoga, sales d'estudi, biblioteques i una sala de lectura. Les biblioteques de Nissim i Venayahu foren el germen de la institució. Els seus manuscrits rars i les seves fotografies de manuscrits conservats arreu del món han servit per adornar desenes de llibres de l'institut.